# Paraplatyptilia
Paraplatyptilia is een geslacht van vlinders van de familie vedermotten (Pterophoridae).

## Soorten
- P. catharodactyla (Gaj, 1959)
- P. lineata (Arenberger, 1984)
- P. matzneri Zeller, 1841
- P. metzneri (Zeller, 1841)
- P. optata Yano, 1963
- P. sahlbergi (Poppius, 1906)
- P. sibirica Zagulajev, 1983
- P. terminalis (Erschoff, 1877)
- P. vacillans Snellen, 1884